# Klosterburg Kastl

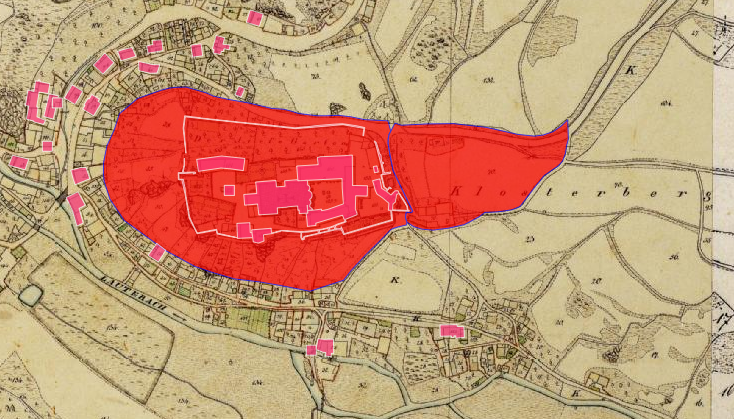
Lageplan der Klosterburg Kastl auf dem Urkataster von Bayern

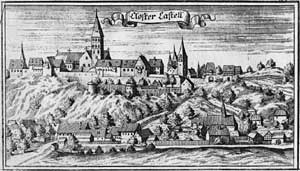
Stich des Klosters aus dem „Churbaierischen Atlas“ des Anton Wilhelm Ertl, 1687

Die Klosterburg Kastl ist die zu großen Teil erhaltene Höhenburg und das spätere Kloster Kastl auf einer langgestreckten Dolomitkuppe über dem Lauterachtal hoch über Kastl im Landkreis Amberg-Sulzbach in Bayern. Sie ist unter der Aktennummer D-3-71-132-21 als Baudenkmal verzeichnet. „Archäologische Befunde des Mittelalters und der frühen Neuzeit im Bereich der ehem. Benediktinerabtei Kastl“ werden zudem als Bodendenkmal unter der Aktennummer D-3-6636-0070 geführt.

## Geschichte
Die Burganlage wurde vermutlich in karolingischer Zeit gegründet. 954 soll Markgraf Luitpold von Österreich die Burg Kastl als Lehen erhalten haben. Im selben Jahr besaß Luitpold den gesamten Heubischgau mit Kastl, Habsberg, Illschwang und Sulzbach. 1098 hatte die Burg drei Besitzer: Graf Berengar von Sulzbach, Friedrich I. von Habsberg-Kastl mit seinem Sohn Graf Otto von Habsberg-Kastl und Luitgard von Zähringen, Gattin von Markgraf Diepold II. von Vohburg. Zwischen 1098 und 1102 einigten sich die Besitzer, die Burg in ein Benediktinerkloster umzuwandeln. Am 12. Mai 1102 bestätigte Papst Paschalis II. die Gründung des Klosters.
Das Benediktinerkloster konnte seinen Besitz zunächst stetig mehren und wurde bald zu einem der mächtigsten und reichsten Klöster des Reiches. Am Ende des 14. und Anfang des 15. Jahrhunderts wurde das Kloster Kastl ein wichtiges Zentrum der monastischen Erneuerung, das auf zahlreiche Klöster Bayern ausstrahlte (Kastler Reform). Im 14. Jahrhundert wurde ein neuer Torturm erbaut. 
1556 endete die Nutzung des bereits im Verfall begriffenen Klosters als Benediktinerabtei. Bis 1773 war die Anlage Sitz der Jesuitenresidenz Kastl. Nach der Auflösung und dem Verbot der Jesuiten (1773) erhielt 1782 der Malteserorden das Kloster Kastl. 1808 wurde das Kloster säkularisiert und als Sitz des Landgerichts und später bis 1930 des Amtsgerichts Kastl genutzt. Von 1958 bis 2007 wurde sie als „Ungarisches Gymnasium“ genutzt. Im Anschluss daran wurde die Klosterburg saniert und umgebaut. Seit 2023 wird sie vom Freistaat Bayern als Hochschule für den öffentlichen Dienst für den Ausbildungsbereich "Polizei" genutzt.
Von der ursprünglichen Burganlage blieben nur in Gebäuden und im Bering verbaute Mauerreste erhalten.